# Phygadeuon ankaratrus
Phygadeuon ankaratrus är en stekelart som beskrevs av André Seyrig 1952. Phygadeuon ankaratrus ingår i släktet Phygadeuon och familjen brokparasitsteklar. Inga underarter finns listade i Catalogue of Life.